# Jan Pryszcz
Jan Pryszcz (ur. 24 stycznia 1938 w Łęgonicach, zm. 28 grudnia 2015 w Łodzi) – polski polityk, poseł na Sejm PRL IX kadencji.

## Życiorys
Syn Wojciecha i Marianny. Posiadał tytuł zawodowy magistra inżyniera mechaniki od ukończenia w 1962 Wydziału Mechanicznego Politechniki Łódzkiej. Od tego samego roku pracował w Zakładach Aparatury Elektrycznej „Ema-Elester” w Łodzi, a w latach 1966–1967 w Instytucie Spawalnictwa w Gliwicach. W 1967 podjął pracę w Warszawskich Zakładach Mechanicznych „PZL-WZM” Zakład w Piotrkowie Trybunalskim (w 1970 został dyrektorem).
W 1965 wstąpił do Polskiej Zjednoczonej Partii Robotniczej. Zasiadał w prezydium Miejskiej Rady Narodowej w Piotrkowie Trybunalskim, a także w Miejskiej Radzie Patriotycznego Ruchu Odrodzenia Narodowego i w Miejskim Sztabie Ochotniczej Rezerwy Milicji Obywatelskiej. W 1985 uzyskał mandat posła na Sejm PRL IX kadencji w okręgu Piotrków Trybunalski. Zasiadał w Komisji Prac Ustawodawczych, Komisji Współpracy Gospodarczej z Zagranicą, Komisji Nadzwyczajnej do rozpatrzenia projektu ustawy o zmianie ustawy Ordynacja wyborcza do rad narodowych oraz w Komisji Nadzwyczajnej do rozpatrzenia projektu ustawy o mieniu komunalnym.
Pochowany na cmentarzu Zarzew w Łodzi.

## Odznaczenia
Otrzymał Złoty i Brązowy Krzyż Zasługi oraz Medal 40-lecia Polski Ludowej.